# Fuerzas terrestres albanesas
Las Fuerzas Terrestres Albanesas (en albanés: Forcat Tokësore Shqiptare) son la fuerza terrestre de las Fuerzas Armadas de Albania.

## Misión
La misión principal de la Fuerza Terrestre de Albania es la defensa de la independencia, la soberanía y la integridad territorial de Albania, la participación en operaciones de combate, y prestar apoyo a las misiones de paz humanitarias.

## Historia

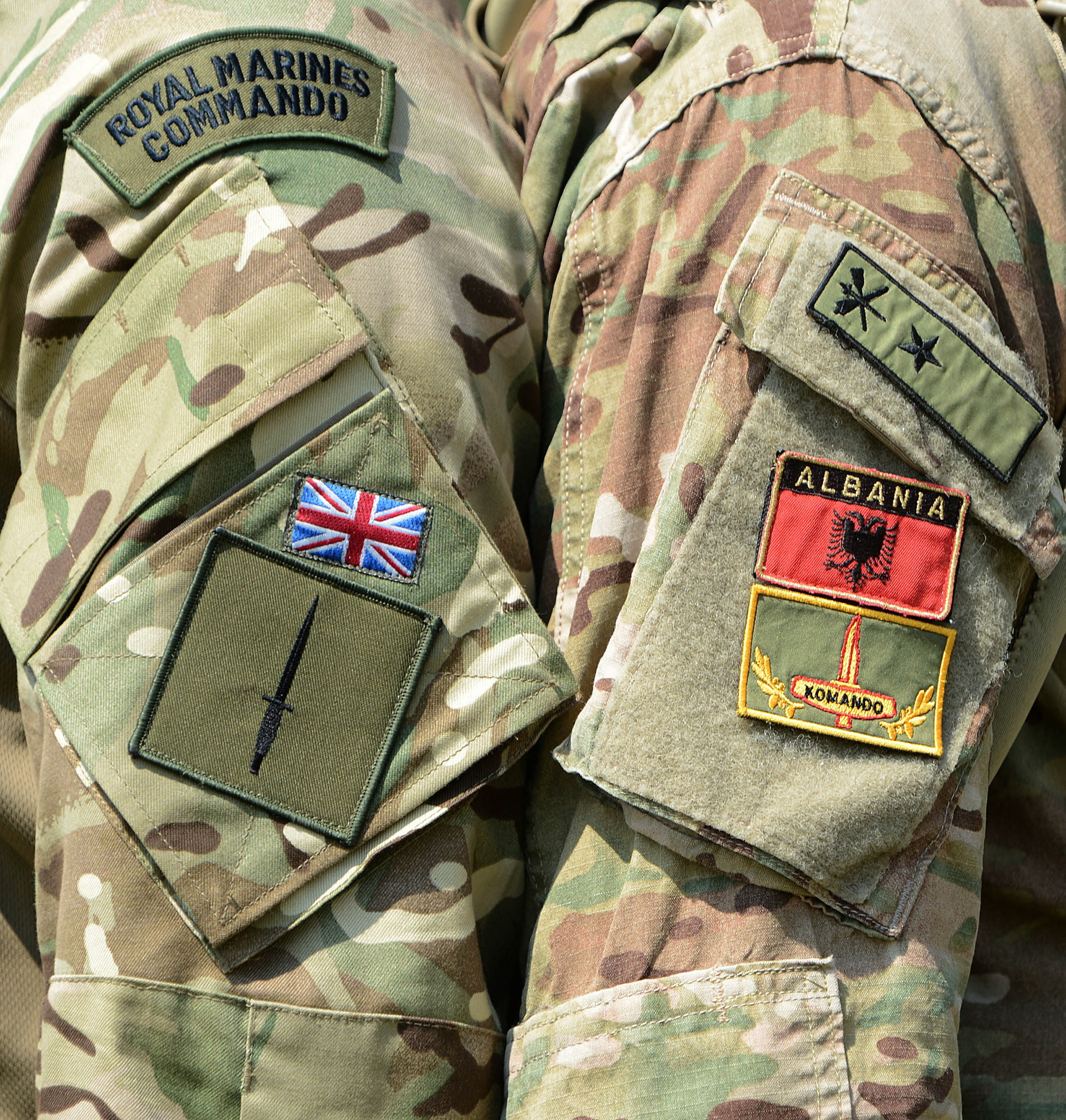
Un infante de marina británico, posando junto a un comando albanés (derecha), ambos mostrando sus parches en los hombros.

La Fuerza Terrestre es una unidad prioritaria en la estructura de las Fuerzas Armadas. La Fuerza Terrestre Albanesa fue creada el 29 de agosto de 2000, e incluye a diversas unidades militares con tradiciones militares y repartidas por todo el territorio de Albania. En 2000, la Fuerza terrestre albanesa incluía a cinco divisiones de infantería con brigadas y batallones desplegados en varias regiones del país. Durante su continuo proceso de reforma, la Fuerza Terrestre Albanesa experimentó nuevos cambios. En 2006 la fuerza fue disuelta, y se creó el Comando de Fuerza Conjunta. En un contexto de transformación de las Fuerzas Armadas Albanesas, basado en el concepto de un pequeño ejército, operativo y profesional, el 9 de diciembre de 2009, fue restablecida la Fuerza Terrestre Albanesa, sobre la base de la Brigada de Reacción Rápida y el Regimiento de Comandos.La Fuerza Terrestre ha estado envuelta en un proceso de profunda transformación, su nivel operacional ha aumentado, según los asesores militares occidentales, y ha iniciado un proceso de transición, donde ha pasado de ser una fuerza militar basada en la prestación de un servicio militar obligatorio por parte de los reclutas, a ser un ejército profesional formado por voluntarios.
Las unidades de la Fuerza Terrestre Albanesa, han participado en operaciones de apoyo a la paz en Bosnia-Herzegovina, Irak, Chad, Herat y Kandahar, en Afganistán. La Fuerza Terrestre Albanesa, ha participado en las operaciones de mantenimiento de la paz de la OTAN, la ONU y la Unión Europea. La Fuerza Terrestre Albanesa, está dirigida por líderes cualificados formados en escuelas militares de países de la OTAN, como Estados Unidos, Italia, Turquía, Alemania, Reino Unido, Austria, etc., sobre la base de proyectos de cooperación firmados con estos países aliados.
La Fuerza Terrestre Albanesa, participa en operaciones de emergencia y protección civil, para ayudar a la comunidad en casos de desastres naturales, como inundaciones y carreteras bloqueadas, y ayuda en la distribución de suministros en caso de fuertes nevadas, operaciones de extinción de incendios, etc. 
Desde su creación, la Fuerza Terrestre Albanesa ha estado dirigida por comandantes experimentados. De 2000 a 2006, la fuerza estuvo dirigida por el mayor general Kostaq Karoli; de 2006 a 2008 estuvo dirigida por el general de brigada Shpëtim Spahiu; de 2008 a agosto de 2012, por el general de brigada Viktor Berdo. Desde agosto de 2012 hasta noviembre de 2013, la fuerza fue comandada por el mayor general Zyber Dushku. Desde el 11 de noviembre de 2013, el mayor general Jeronim Bazo es el Jefe del Estado Mayor Albanés.